# Kate Quinn
Kate Quinn é uma escritora norte-americana, mais conhecida pelos seus livros de ficção histórica. O primeiro livro de ficção histórica dela, publicado em 2017, The Alice Network, em Portugal e no Brasil A Rede de Alice, foi um best-seller do New York Times e do USA Today.

## Vida e Educação
Quinn nasceu no Sul da Califórnia. Licenciou-se na Universidade de Boston com um mestrado em música clássica.

## Carreira
Ela escreveu a primeira história aos 7 anos e seu primeiro romance aos 10, depois disso nunca deixou de escrever um livro; era o que ela fazia em seu tempo livre.
Ela já tentou escrever outros gêneros que não fosse ficção histórica, tentou mistério, ficção científica, jovem adulto, mas concluiu que deveria se limitar à ficção histórica. Sobre isso ela diz:
| “ | Eu amo ficção histórica porque é a coisa mais próxima que temos de uma viagem no tempo e fornece uma maneira de examinar as questões do presente através das lentes do passado. | ” |

Em 2019, ela publicou a sua oitava obra, The Huntress, em Portugal A Caçadora, que recebeu críticas positivas no The Washington Post e Kirkus Reviews.

## Vida Pessoal
Quinn vive com o seu marido e seus cachorros em San Diego. Os interesses dela incluem ópera, filmes de ação, culinária e o time de basebol Boston Red Sox.

### Obras

#### Série A Imperatriz de Roma
- Mistress of Rome (2010) ISBN 978-0425232477
- Daughters of Rome (2011) ISBN 978-0425238974
- Empress of the Seven Hills (2012) ISBN 978-0425242025
- The Three Fates (2015) ASIN B00TXRB1J0
- Lady of the Eternal City (2015) ISBN 978-0425259634

#### As Crónicas de Bórgia
- The Serpent and the Pearl (2013) ISBN 978-0425259467
- The Lion and the Rose (2014) ISBN 978-0425268766

#### Outros
- The Alice Network (2017) ISBN 978-0062654199
  - A Rede De Alice em Portugal: (Porto Editora, 2019) e no Brasil: (Verus Editora, 2019)
- The Huntress (2019) ISBN 978-0062884343
  - A Caçadora em Portugal: (Porto Editora, 2021) e no Brasil: (Verus Editora, 2021)
- The Rose Code (2021) ISBN 978-0062943477 no Brasil: O Código da Rosa (Bertrand Brasil, 2023)
- The Diamond Eye (2022) ISBN 978-0062943514
- The Phoenix Crown (2024) (com Janie Chang) ISBN 978-0063304734

### Antologias
- A Day of Fire: A Novel of Pompeii (2014) ISBN 978-0990324577
- A Year of Ravens: A Novel of Boudica's Rebellion (2015) ISBN 978-1517635411
- A Song of War: A Novel of Troy (2016) ISBN 978-1536931853
- Ribbons of Scarlet: A Novel of the French Revolution's Women (2019) ISBN 978-0062952196